# 大鳞孔鰕虎鱼
大鳞孔鰕虎鱼（学名：Trypauchen taenia）为鳗鰕虎鱼科孔鰕虎鱼属的鱼类。分布于印度尼西亚苏门答腊以及中国南海等海域。该物种的模式产地在苏门答腊。